# Краєзнавчі читання імені Петра Лебединцева
Краєзнавчі читання імені Петра Лебединцева — науковий захід, який з 1998 року щоквартально збирає в Білій Церкві істориків і краєзнавців, які вивчають минуле правобережної Київщини. Станом на червень 2015 року проведено вже 27 читань.

## Започаткування
Ідея проведення в Білій Церкві Краєзнавчих читань народилася під час товариських зустрічей, що часто відбувалися в другій половині 1990-х рр. на тогочасній квартирі краєзнавця О. В. Стародуба. У цих зустрічах брали участь як білоцерківські краєзнавці, так і колеги з сусідніх райцентрів (наприклад, Леонід Лащенко з Таращі). Найчастіше обговорювали проблеми археології, генеалогії і антропонімії, мікротопоніміки та історії Білої Церкви і Білоцерківщини.
У цьому середовищі виникла ідея проведення краєзнавчих зустрічей з виступами і їхньою наступною публікацією. Запропоновано назвати зустрічі Краєзнавчими читаннями. Тоді ж було усвідомлення, що сама назва читань мала б популяризувати в Білій Церкві одного з наших призабутих на той час істориків. Серед пропозицій було й ім'я протоієрея Петра Гавриловича Лебединцева.
12 лютого 1998 року в приміщенні Білоцерківського краєзнавчого музею відбулися перші Краєзнавчі читання ім. Петра Лебединцева. Організаторами І Читань виступили Білоцерківський краєзнавчий музей, Білоцерківська міська організація Українського товариства охорони пам'яток історії і культури та Товариство охорони старожитностей Київщини.

## Роки проведення
- 1998: I, II, III;
- 1999: IV;
- 2000: V, VI;
- 2002: VII;
- 2011: VIII, IX;
- 2012: X, XI, XII, XIII, XIV;
- 2013: XV, XVI, XVII, XVIII, XIX;
- 2014: XX, XXI, XXII, XXIII, XXIV;
- 2015: XXV, XXVI, XXVII …;

## Оргкомітет
З 1998 р. у складі оргкомітету незмінно залишаються директор Білоцерківського краєзнавчого музею, заслужений працівник культури України, кандидат історичних наук Людмила Діденко (голова) та завідувач відділу інформаційно-краєзнавчої роботи Білоцерківської міської ЦБС, кандидат історичних наук Євген Чернецький.

## Учасники
Серед учасників читань Є. Чернецький, О. Стародуб, О. Ярмола, В. Павлюченко, А. Бондар, С. Бурлака, В. Коломиєць, О. Мартиненко, В. Перерва, В. Репрінцев, А. Сорокун, Н. Тряпіцина, С. Козлова, О. Алфьоров, М. Биба, Є. Букет, Л. Діденко, П. Зінченко, В. Іванців, О. Нестеров, О. Потильчак, О. Раков, Р. Семінченко, О. Шишуліна та ін.

## Значення
У рамках проекту видано понад 120 статей, які охоплюють широке тематичне коло. Аналіз тематики цих публікацій фіксує дослідження білоцерківськими краєзнавцями соціальної та військової історії, археології, іконографії, архівознавства, музеєзнавства, нумізматики, сфрагістики, краєзнавчого руху та пам'яткоохоронної діяльності, біографістики, генеалогії, некрополістики, топоніміки, етнографії, антропонімії, а також історії релігій, культури, науки і освіти, резиденцій і парків, преси і видавничої діяльності, економіки, спорту та кримінального світу. На сторінках «Краєзнавчих читань» публікувалися також критика та спогади.
Білоцерківському краєзнавчому музею, зусиллями його колективу на чолі з Л. М. Діденко, разом з краєзнавчим середовищем Білої Церкви вдалося створити непересічне дослідницьке явище, своєрідну кузню краєзнавців-пошуковців. Цей краєзнавчий форум дає змогу оперативно винести на загальне обговорення важливі знахідки, а завдяки публікації матеріалів читань — увести їх до наукового обігу.